# Transportul feroviar în Germania
Transportul feroviar în Germania este în mare parte operat de Deutsche Bahn, în țară existând și cca. 1500 de companii feroviare private.
În 2005 Germania avea o rețea de cale ferată de 41 315 km, din care 19 857 km erau electrificate. Lungimea totală a căii ferate era de 76 473 km. Germania este un stat membru al Uniunii Internaționale a Căilor Ferate (UIC). Codul UIC de țară al Germaniei este 80.
Cea mai mare gară feroviară din Germania după numărul zilnic de pasageri este Hamburg Hauptbahnhof, urmată de Frankfurt (Main) Hauptbahnhof și München Hauptbahnhof.

## Vezi și
- Transportul feroviar după țară